# Zvole (Nyugat-prágai járás)
Zvole település Csehországban, Nyugat-prágai járásban. Zvole Březová-Oleško, Prága, Dolní Břežany, Vrané nad Vltavou, Libeř, Jíloviště, Ohrobec és Okrouhlo településekkel határos. Lakosainak száma 1961 fő (2024. január 1.).

## Népesség
| Lakosok száma | 286  | 297  | 315  | 455  | 517  | 883  | 1805 | 1900 | 1882 | 1961 |
|               | 1869 | 1890 | 1921 | 1950 | 1980 | 2001 | 2017 | 2019 | 2022 | 2024 |